# Hipolipemiant
Hipolipemiantele sau normolipemiantele sunt un grup de medicamente care sunt utilizate în tratamentul dislipidemiilor, mai exact în cazul creșterii nivelelor plasmatice de lipide (de exemplu, în cazul colesterolului crescut).

## Clasificare
Hipolipemiantele se pot clasifica în:
- Statine: inhibitori ai enzimei HMG-CoA-reductază, implicată în sinteza de novo a colesterolului;[2] exemple includ: atorvastatină, fluvastatină, lovastatină, pitavastatină, pravastatină, rosuvastatină și simvastatină.[3]
- Fibrați: bezafibrat, ciprofibrat, clofibrat, fenofibrat, gemfibrozil
- Acid nicotinic și analogi (acipimox)
- Rășini fixatoare de acizi biliari: colestiramină, colestipol, colesevelam
- Inhibitori ai absorbției intestinale de steroli: ezetimib
- Inhibitori PCSK9: alirocumab, evolocumab
- Inhibitori MTTP: lomitapidă
- Inhibitori CETP: anacetrapib, dalcetrapib
- Altele: acizi grași omega-3,[4] lecitină,[5] fitosteroli